# Javorník, Ústí nad Orlicí
Javorník là một làng thuộc huyện Ústí nad Orlicí, vùng Pardubický, Cộng hòa Séc.